# 天才テリーの芸能ダマスカス
天才テリーの芸能ダマスカス（てんさいテリーのげいのうダマスカス）はニッポン放送で1995年4月から1997年3月まで放送されていたバラエティ番組。

## 概要
1995年春、斬新で画期的な明るいラジオ番組を求めて、演出家でテレビプロデューサーであるテリー伊藤を起用し開始した。テリーは以前にも開始前年の1994年8月に同じニッポン放送の当時の朝の情報ラジオ番組「高嶋ひでたけのお早よう!中年探偵団」で夏休み中の高嶋ひでたけの代打を担当したことがあるが、テリーにとってはこの番組が本格的にメディアへ出演する先駆け番組となった。そして番組開始から2年後、さらに充実した内容へ発展するため、アシスタントの交代および時間枠を移して平日昼帯ワイド番組にテリーが抜擢されて『のってけテリー!渚の青春花吹雪』がスタートし、この番組は終了した。
ちなみに、この枠を引き継いだのが、その翌年からテリーと共に『テリーとうえちゃんのってけラジオ』を担当した上柳昌彦であった。

## 出演者

### パーソナリティ
- テリー伊藤（テレビディレクター）

### アシスタント
- 根岸紀子（当時：ニッポン放送アナウンサー）

## 番組コーナー
ダマスカ印で快適生活

## スタッフ
- 石川昭人（構成作家）